# タンドゥール (愛知県)
タンドゥールとは、愛知県名古屋市中村区名駅のミヤコ地下街にあるカレー専門店。

## 概要
1976年（昭和51年）開業の本格派インドカレー専門店。カウンターのみ10席程度の小さな店舗だが、テレビや雑誌にも取り上げられて人気の老舗として知られている。
インド人調理師からレシピを教わった女性が運営しており、提供している料理もサイドメニューを除くとカレーのみと至ってシンプル。カレーはソース・ボートで提供され、ご飯はターメリックライスも選択可能。